# 八代流
八代流（はちだいりゅう）は、足利八代将軍義政公を高祖とする華道の一派である。

## 沿革
八代流は、高祖足利八代将軍義政がいけばなの道をはじめ、その家臣長楽斎（早野兵庫之介紀泰則入道）を始祖とし、橘湖斎白龍（早野兵蔵紀泰光）が義政公の教えの道を研鑚し、安永4年に始めて八代流をおこし、家元となる。
以来、家元十四世を数え、伝統を継がれた花の奥義をきわめ、現代に生かして精神を修養し、人格の向上をめざしている。伝統的な風格、品格にみちた生花（せいか）と、感覚豊かな自由花を中心に、暮らしに夢を盛り込む創作花も多く、名古屋に生まれて約250年の流歴を誇っている。

## 科目
八代流では伝統の生花（せいか）と自由花の二教科を選択の上受講するが両科目同時受講もできる。生花は流儀花として多くの制約の上に成り立っているが時をかけて洗練されたその形態美はまさに絶品と言える。一方、自由花はその名の通り何の制約にも縛られず、花材の順位・花型等に拘ることなく創作意欲を駆使できる事が特徴であるが、やはり基本だけは習得しないと発展につながらない。最初は基本形により基礎を勉強する。

## 系譜
高祖　　　足利八代将軍義政公
始祖　　　長楽斎義政公家臣　　（早野兵庫之介紀泰則入道）
一世　　　橘湖斎白龍　　　　　（早野兵蔵紀泰光）
二世　　　橘湖斎白伯　　　　　（早野兵弥紀泰豊）
三世　　　橘湖斎古鶴　　　　　（榊原九郎左衛門源重政）
四世　　　橘湖斎白良　　　　　（早野栄斎）
五世　　　幽渓堂紫桃　　　　　（大野屋仙助）
六世　　　鶴松軒梅交　　　　　（伊藤松兵衛）
七世　　　湖友庵波光　　　　　（大野屋半七）
八世　　　湖寛斎兎寿　　　　　（佐治林蔵）
九世　　　相承軒樂高　　　　　（大澤嘉七）
十世　　　橘湖斎白龍　　　　　（水谷幸治郎）
十一世　　橘湖斎相香　　　　　（大澤重三）
十二世　　橘湖斎寿楽　　　　　（牧野萬蔵）
十三世　　相承軒万香　　　　　（大澤万之助）
十四世　　梅寿庵輝猪　　　　　（稲垣政義）